# Nugent Slaughter
Nugent Slaughter (* 17. März 1888 in Virginia; † 27. Dezember 1968 in Oroville, Kalifornien) war ein US-amerikanischer Filmtechniker.

## Leben
Nugent Slaughter war in der Zeit des Stummfilms und frühen Tonfilms als Filmtechniker beschäftigt und war unter anderem für die Spezialeffekte beim ersten Tonfilm Der Jazzsänger (1927) verantwortlich.
Bei der ersten Oscarverleihung 1929 war er für seine Gesamtleistung für den nur in dem Jahr verliehenen Oscar für die besten technischen Effekte (Best Engineering Effects) nominiert. Der Preis ging allerdings an Roy Pomeroy.